# Sinclair Radionics
La Sinclair Radionics Ltd è stata una società fondata da Clive Sinclair a Cambridge (Inghilterra) dedita alla produzione di apparecchi elettronici come HI-FI, radio, calcolatrici e strumenti scientifici.

## Storia

### Fondazione e primi anni

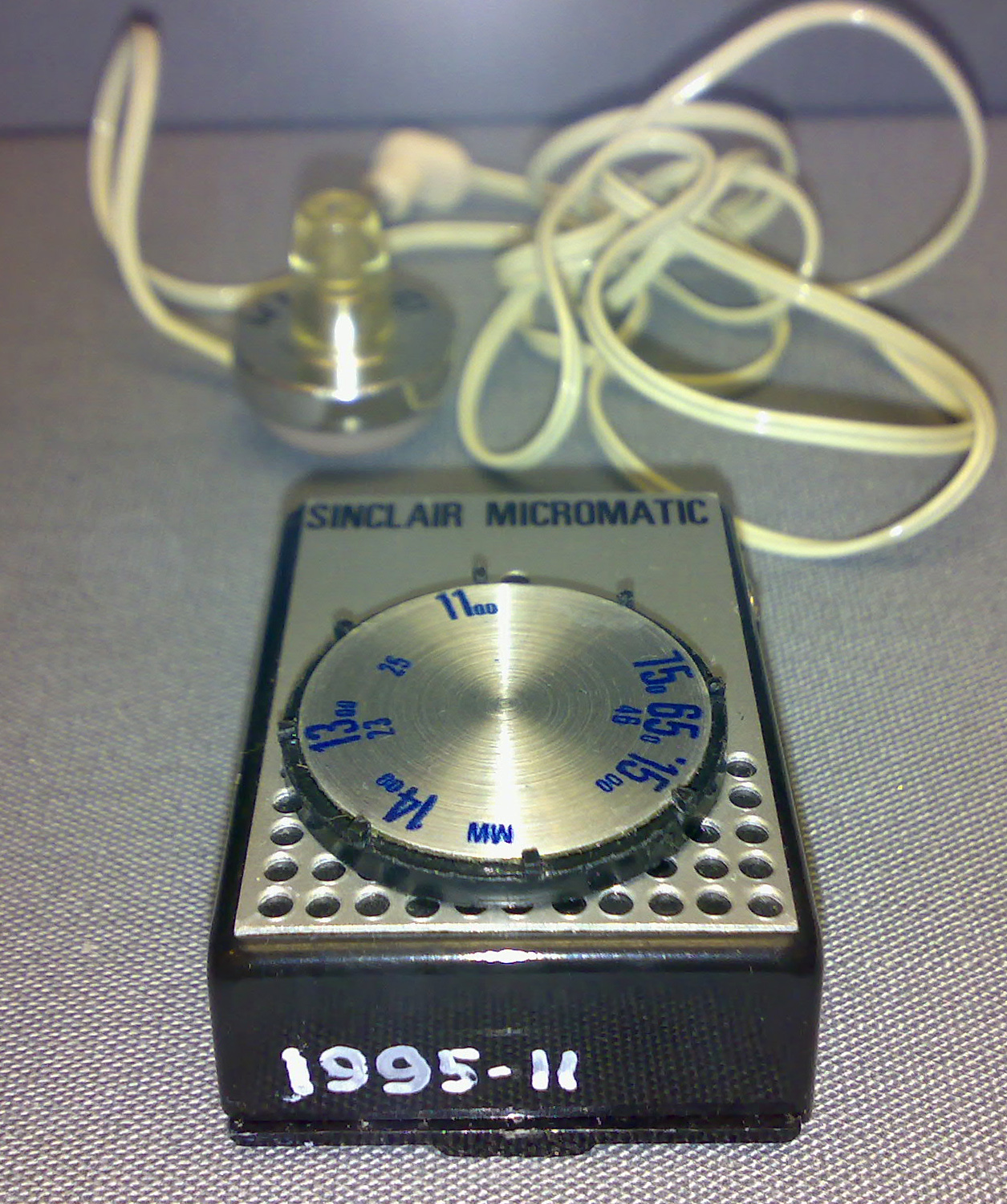
La Sinclair Micromatic

La società fu fondata il 25 luglio 1961 a Cambridge inizialmente per la produzione di apparecchi HI-FI. Il primo prodotto commercializzato fu l'amplificatore Sinclair Micro-amplifier alla fine del 1962, mentre nel 1963 fu messa in vendita la prima radio a transistor, la compatta Sinclair Slimline (sviluppata da Clive Sinclair nel 1958), a 49 scellini e 6 penny.
Nel 1964 fu presentata la Micro-6, una radio delle dimensioni di una scatola di fiammiferi che, tramite un apposito bracciale denominato "Transrista", poteva essere indossata al polso. Nel 1965 debuttò la Micro-FM, definita dallo stesso Clive Sinclair come "il primo ricevitore FM compatto al mondo". Nonostante l'insuccesso commerciale, derivante dai problemi di ricezione del segnale (l'antenna non era adeguata), della Micro-FM comparvero alcuni cloni. Nel 1966 fu presentata la Microvision TV, un piccolissimo televisore portatile a tubo catodico. Nel 1967 fu messa in vendita l'ultima radio disponibile anche in kit, la Micromatic: non era in realtà un prodotto nuovo ma solo la precedente Micro-6 in un nuovo contenitore. La Micromatic ebbe comunque un buon successo commerciale. Nel 1966 venne rilasciato lo Stereo 25, un preamplificatore a transistor a basso costo, prodotto fino al 1968, quando terminò la scorta dei transistor che erano stati acquistati a basso costo nel 1964 come scarti di produzione da alcuni produttori di componenti.

### Gli anni Settanta

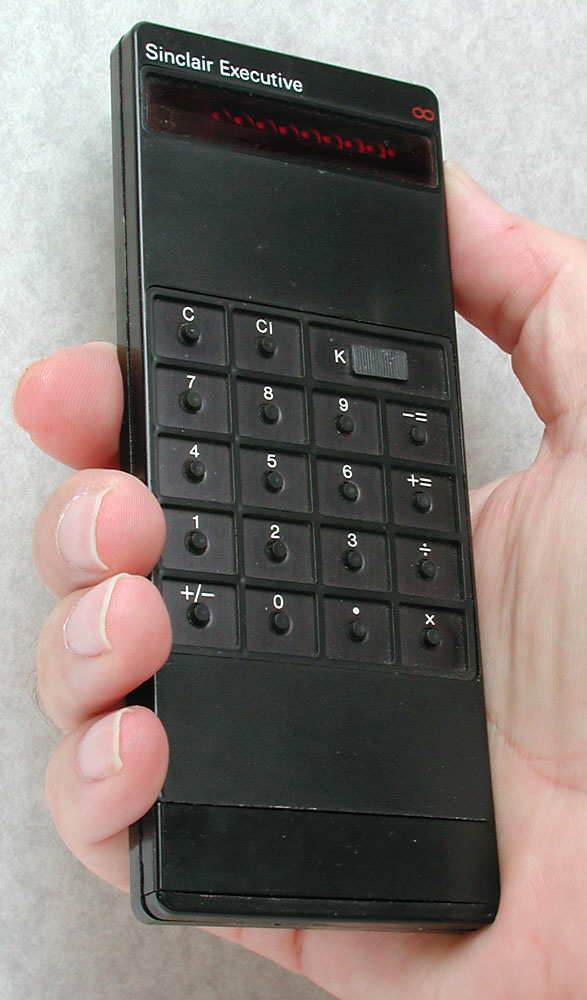
La Sinclair Executive, la prima calcolatrice compatta al mondo

Durante gli anni settanta Sinclair Radionics si concentrò principalmente sul mercato delle calcolatrici elettroniche. Nel 1972 viene lanciata la prima calcolatrice compatta al mondo, la Sinclair Executive, venduta a 79,95 sterline. Poteva visualizzare solo 8 cifre su un display a LED ed eseguire le 4 operazioni aritmetiche base. Internamente conteneva, oltre a transistor ed altri componenti elettronici, un circuito integrato Texas Instruments GLS 1802. Per ridurre i consumi, vero problema del display a LED e della circuiteria, gli ingegneri di Sinclair Radionics adottarono un sistema mediante il quale l'alimentazione veniva tolta e resa velocemente, riducendo da 350 mW a 30 mW il consumo della calcolatrice. Questo comportava però problemi all'elettronica ed alle batterie: se la calcolatrice veniva lasciata accesa per troppo tempo, le batterie potevano letteralmente esplodere. Nonostante questi problemi, la Executive fu un grande successo e portò la società ad incassare 1,8 milioni di sterline dalle vendite degli apparecchi.
Nel 1973 fu messa in vendita la Sinclair Cambridge, diretta evoluzione della Executive, leggermente più grande ma disponibile ad un prezzo molto inferiore, solo 29,95 sterline. Nel 1975 fu introdotta la Sinclair Scientific, una calcolatrice che visualizzava i numeri solo in notazione scientifica e che operava con la notazione polacca inversa (a causa dell'architettura del chip utilizzato). Per questo motivo, per eseguire la somma 2 + 4 l'utente doveva prima digitare il numero 2, poi il 4 e successivamente il simbolo +, dato che non c'era il simbolo =. Nello stesso anno fu presentata la Sinclair Oxford, una calcolatrice originariamente sviluppata per Gillette che all'epoca voleva entrare nel settore dell'elettronica di consumo ma che, in seguito, congelò il progetto. Per evitare di perdere tutti gli investimenti effettuati, Clive Sinclair decise di mettere in commercio la calcolatrice sviluppata, inizialmente a 12,95 sterline.

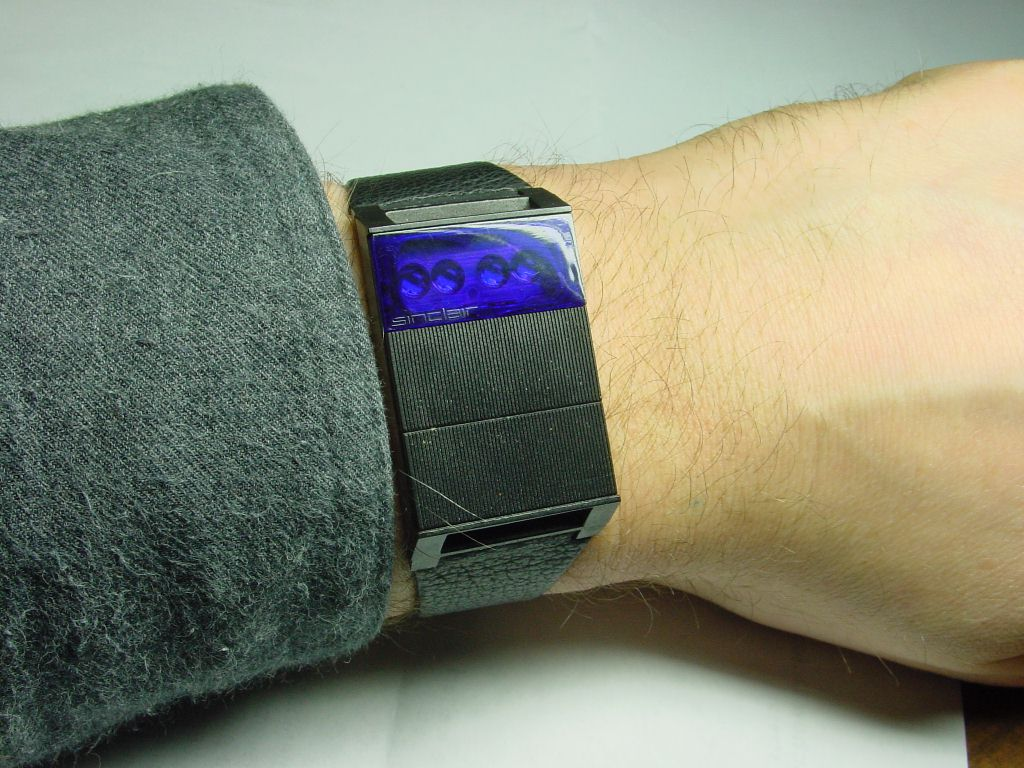
Il Sinclair Black Watch

Il 1975 fu anche l'anno che vide il debutto del discusso Black Watch, un orologio da polso digitale venduto a 17,95 sterline in kit da assemblare oppure a 24,95 già assemblato. L'orologio era basato su un display a LED rossi che si illuminava solo premendo una delle 2 parti in cui era divisa la parte del contenitore sottostante il dispay: quello in alto mostrava le ore ed i minuti, quello in basso i minuti ed i secondi. L'orologio fu un insuccesso per diversi motivi: il microprocessore che gestiva l'orologio poteva essere danneggiato dall'elettricità statica (ad esempio sfregando qualche indumento o scarpa con suola sintetica), ed alcuni esemplari si danneggiavano già durante il trasporto dalla fabbrica ai venditori; l'accuratezza del quarzo era sensibile alla temperatura; le batterie duravano solo pochi giorni; i pulsanti spesso non funzionavano, impedendo di accendere il display o rimanendo bloccati e tenendolo fisso acceso, cosa che spesso portava all'esplosione delle batterie stesse; la versione in kit era praticamente impossibile da assemblare per gli hobbisti; il contenitore plastico era tenuto insieme da incastri che spesso non funzionavano. A causa delle perdite del Black Watch la Sinclair Radionics rischiò la bancarotta e fu salvata solo dall'intervento del Governo Inglese, che acquistò il 43% della società tramite il "National Enterprise Board" (NEB), da poco creato.
Alla fine del 1977 venne commercializzata la Sinclair Enterprise, l'ultima calcolatrice Sinclair basata sul display a LED rossi, mentre nel 1978 la Sinclair President, un modello da tavolo che non riscosse un notevole successo a causa dell'agguerrita concorrenza dei prodotti giapponesi venduti a costi inferiori e con durate delle batterie superiori.

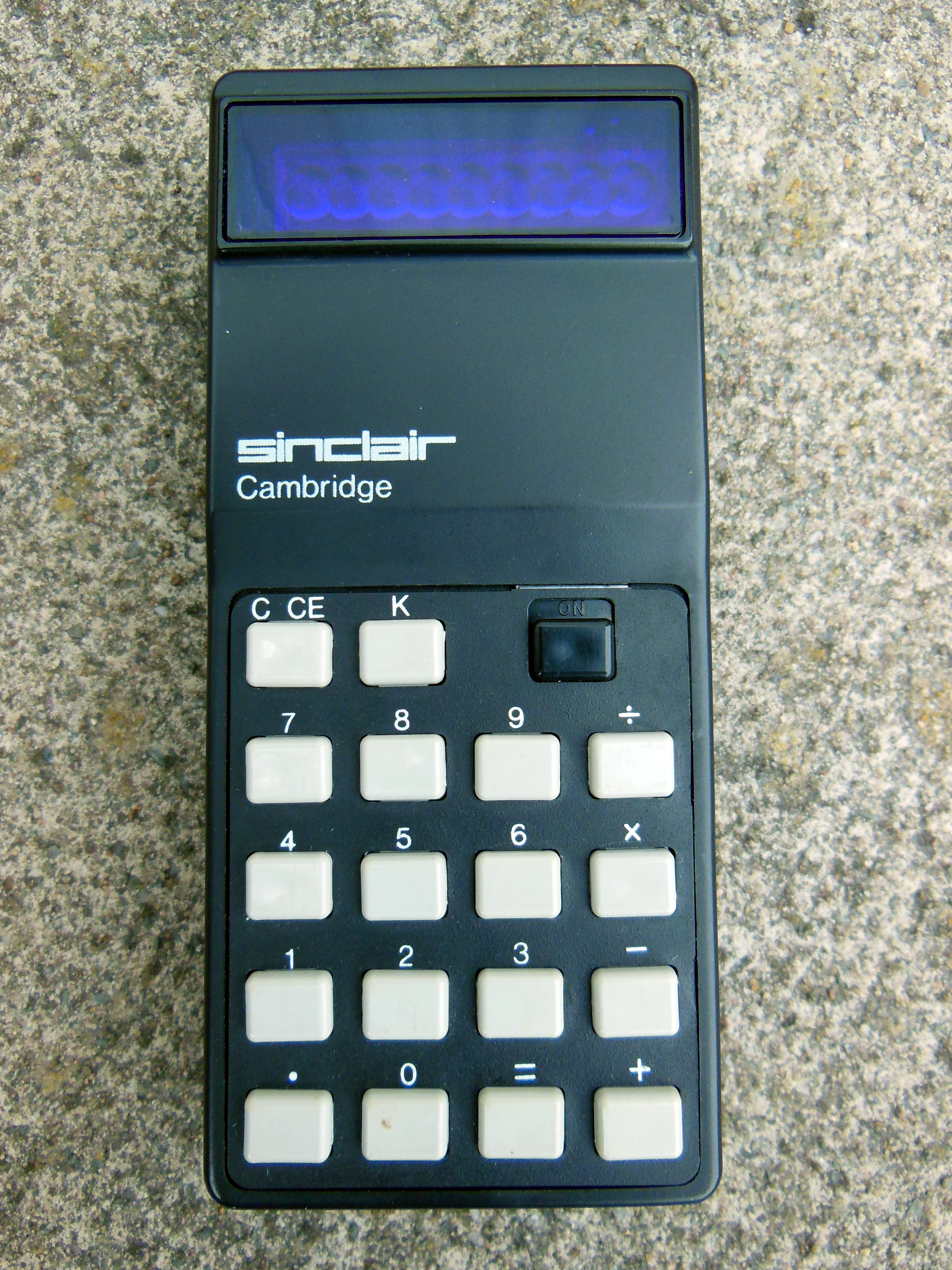
La Sinclair Cambridge (1973)
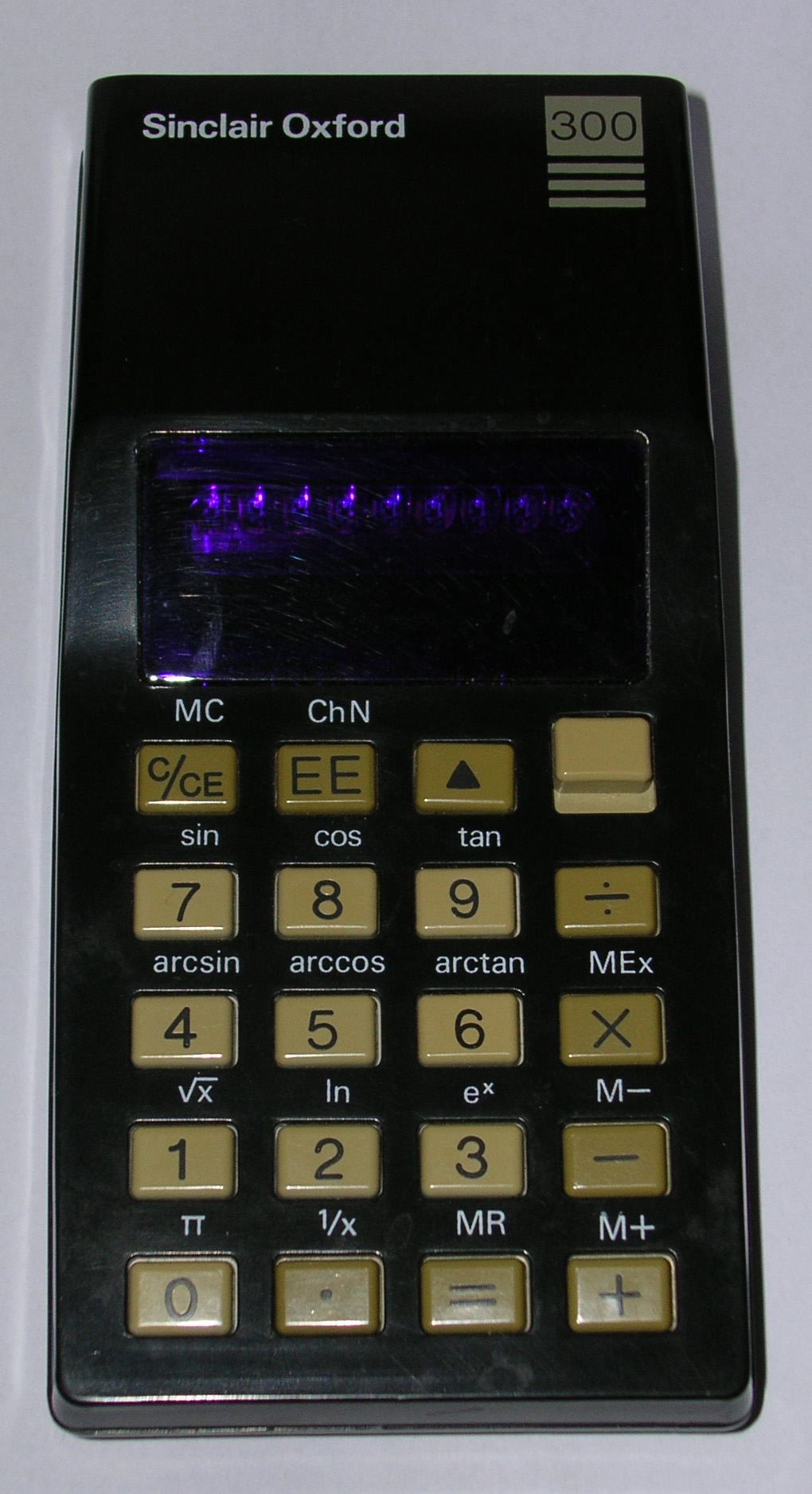
La Sinclair Oxford modello 300 (1975)
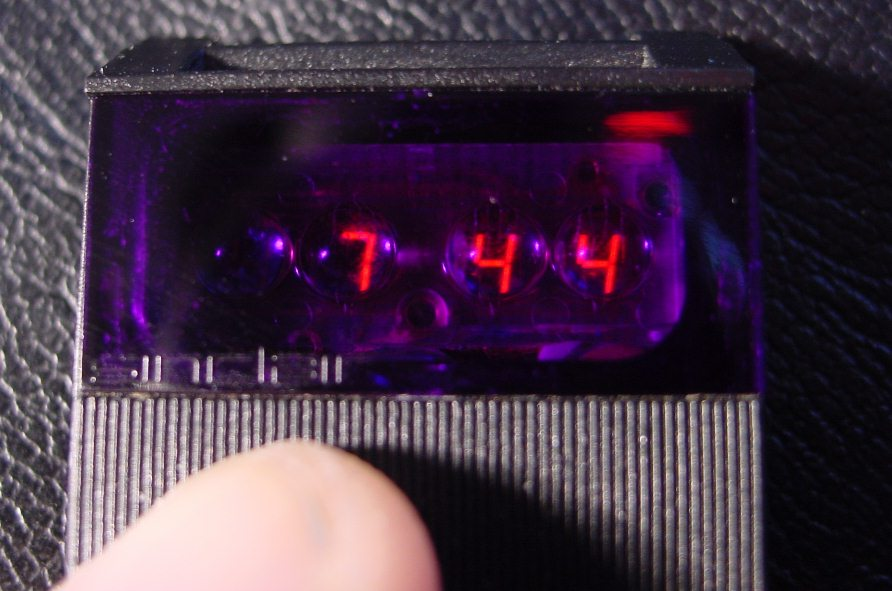
Il Black Watch (1975)
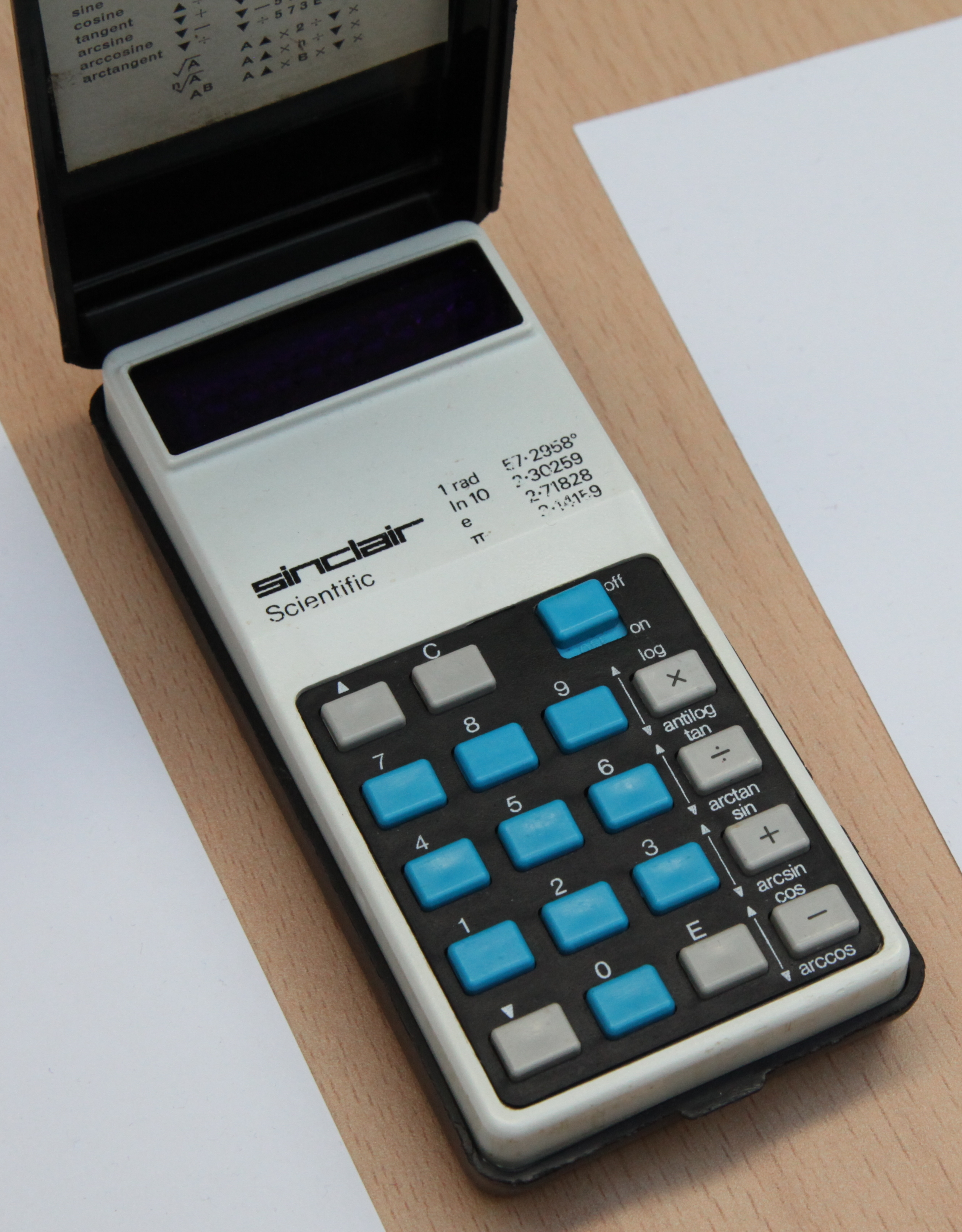
La Sinclair Scientific (1975)
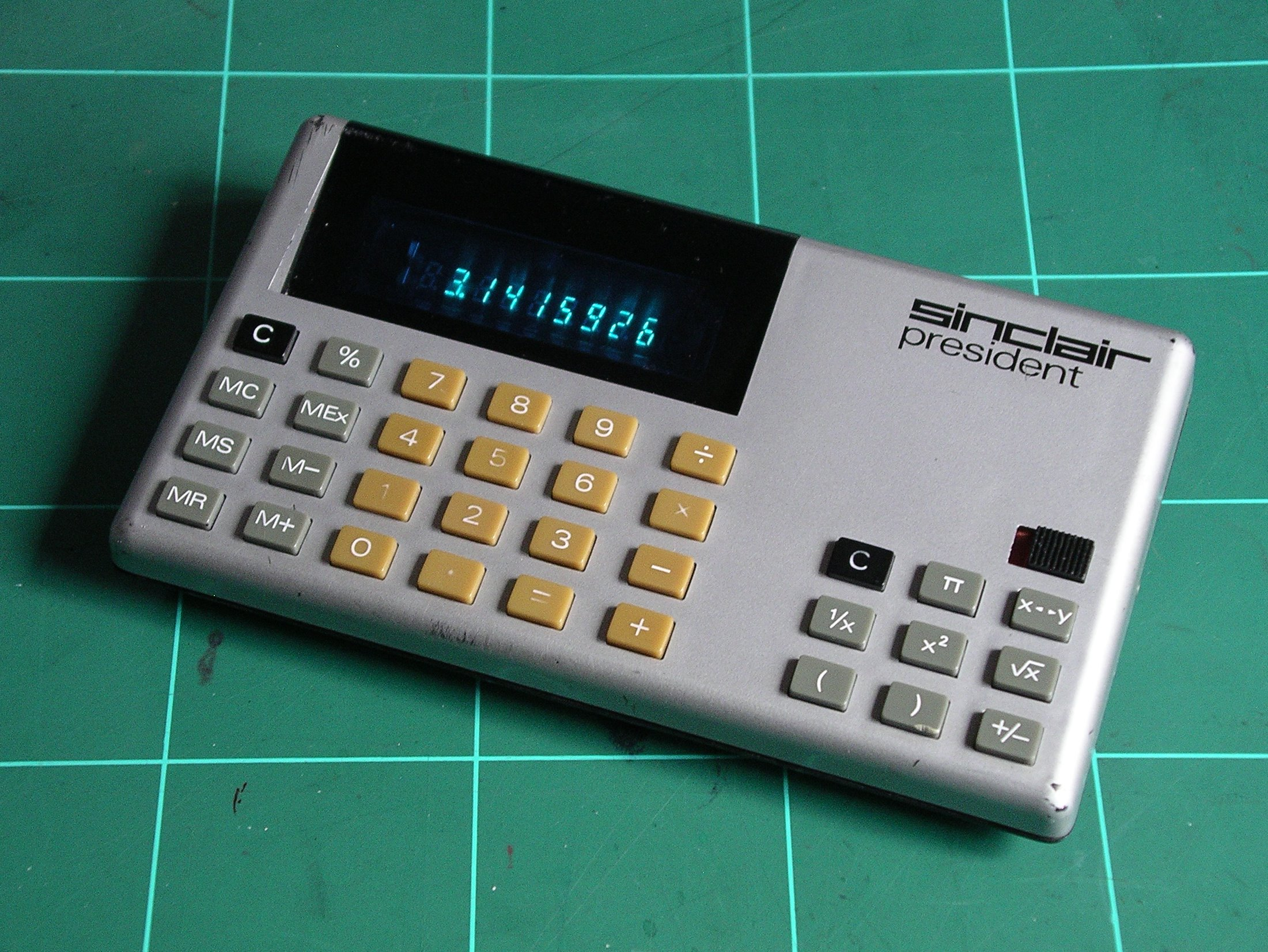
La Sinclair Enterprise (1978)

### La fine della società
Nonostante i nuovi prodotti, le perdite della società aumentarono e così il Governo intervenne nuovamente acquistando ulteriori azioni e portando la sua quota al 73%. Nel 1978 il NEB dovette rifinanziare ulteriormente la società, che continuava a registrare perdite per milioni di sterline. Per rientrare delle perdite, NEB decise di vendere i reparti calcolatrici e TV nel mese di maggio del 1979. Nel mese di luglio dello stesso anno Clive Sinclair uscì da Sinclair Radionics. Ad agosto NEB divise il reparto strumenti scientifici creando una nuova società denominata Sinclair Electronics. Nel mese di gennaio del 1980 Sinclair Electronics diventò Thandar Electronics Ltd e Sinclair Radionics fu chiusa definitivamente.